# أوكتافيوس كاتو
كان أوكتافيوس فالنتين كاتو (22 فبراير 1839 – 10 أكتوبر 1871) معلمًا أمريكيًا ومفكرًا وناشطًا في مجال الحقوق المدنية في فيلادلفيا. أصبح ناظرًا على الطلاب الذكور في معهد الشباب الملون، حيث تلقى تعليمه أيضًا. وُلد حرًا في مدينة تشارلستون، كارولينا الجنوبية، في عائلة مرموقة متعددة الأعراق، انتقل شمالًا مع عائلته وهو صبي. تعلّم وعمل أستاذًا، ونشط في مجال الحقوق المدنية. عُرف كرجلٍ بأنه من أفضل لاعبي البيسبول والكريكت في القرن التاسع عشر في فيلادلفيا، بنسلفانيا.
أصبح كاتو شهيدَ العنصرية، إذ أُصيب وقُتل في أعمال العنف التي شهدها يوم الانتخابات في فيلادلفيا، إذ هاجم أشخاصٌ من الإثنية الأيرلندية، تابعين للحزب الديمقراطي ومناهضين لإعادة الإعمار ومعارضين لحق تصويت ذوي البشرة السوداء، رجالًا سود لمنعهم من التصويت لصالح المرشحين الجمهوريين.

## نشاطه وتأثيره
في عام 1859، عاد إلى فيلادلفيا، حيث اختير لعضويةٍ كاملةٍ في معهد بانيكير وسكرتيرًا إداريًا فيه. وُظف أيضًا مُعلمًا للغة الإنجليزية والرياضيات في آي سي واي (معهد الشباب الملون).

في 10 مايو 1864، قدم خطاب حفل التخرج في آي سي واي، أعطى من خلاله لمحة تاريخية عن المدرسة. بالإضافة إلى ذلك، تناول خطاب كاتو موضوع عدم المراعاة الضمنية التي يبديها المعلمون البيض تجاه احتياجات واهتمامات الطلاب الأمريكيين الأفارقة:
إنه من غير العادل السماح لتحاملٍ جاهلٍ وأعمى أن يستخف بعد الآن بخيار الأهل ورغبة دافعي الضرائب الملونين، بشأن تعيين معلمين ذوي بشرة بيضاء للأطفال الملونين، والذين ذكاؤهم ونجاحهم، مقاسًا بثمرة اجتهادهم، لن يضمن لهم أكثر من الحصول على عمل متواضع مقارنة بما يرغبون.
تحدث كاتو أيضًا عن الحرب الأهلية، التي كانت مستمرة حينها. اعتقد أنه كان على حكومة الولايات المتحدة التطور عدة مرات في سبيل التغيير. أدرك أنه ليس بالضرورة قدوم التغيير لمنفعة الأمريكيين الأفارقة، بل من أجل المصلحة الصناعية والسياسية لأميركا. سيكون هذا منفعة مشتركة لكل الأمريكيين.
... وبهدف النهوض، فإنه يجب إعداد الرجل الملون قدر المستطاع لتولي هذه العلاقات الجديدة بذكاء وبالمعرفة التي تبشر بالنجاح، وأن واجب المعهد يدعوه في هذه المرحلة للعمل بطاقة أكثر وعلى نطاق أكبر مما طُلب منه حتى الآن.
في 2 يناير 1865، وفي اجتماع في القاعة الوطنية في فيلادلفيا للاحتفال بالسنوية الثانية لإعلان تحرير العبيد، «قدم كاتو خطابًا متمكنًا جدًا، وكان فخرًا لعقل المتحدث وقلبه». (كريستيان ريكوردر، 7 يناير 1865).
في عام 1869، ترك باسيت آي سي واي حين تعين سفيرًا إلى هاييتي. كسب كاتو التأييد ليخلف باسيت في منصب المدير؛ على أي حال، اختار مجلس آي سي واي زميلة كاتو، فاني جاكسون كوبين، لتكون مديرة المعهد. في عام 1870، انضم كاتو إلى معهد فرانكلين، وهو مركز للعلوم والتعليم دعم مسؤولوه البيض عضوية كاتو رغم عرقه، وذلك في وجه بعض المعارضة. عمل كاتو مديرًا وأستاذًا في آي سي واي حتى وفاته عام 1871. كان ريتشارد ثيودور غرينير خليفته في المنصب.